# نوريد
أوني نت نوريد آس (بالإنجليزية: Unitett Norid AS)‏، سجل نوريد (بالإنجليزية: Norid)‏، هو سجل اسم للنطاقات العلوية الثلاثة الرئيسية في ترميز الدولة النرويجية (ccTLD) والنطاقات هي .no، .sj و .bv. يقع مقر الشركة غير الربحية في تروندهايم، حيث تشارك المكاتب مع شركتها الأم أوني نت؛ كلتا الشركتان مملوكتان لوزارة التعليم والبحوث النرويجية . تعمل نوريد بموجب عقد مع هيئة أرقام الإنترنت المخصصة، تحت إشراف هيئة البريد والاتصالات النرويجية. تولت أوني نت المسؤولية عن النطاق النرويجي في عام 1987، وفي عام 2003 حُوّلت لشركة منفصلة.في عام 2016، تجاوزت نوريد 700000 موقع مستضاف فيها. في عام 2020م، النطاق no. متاح للعموم من أجل التسجيل.

## التاريخ

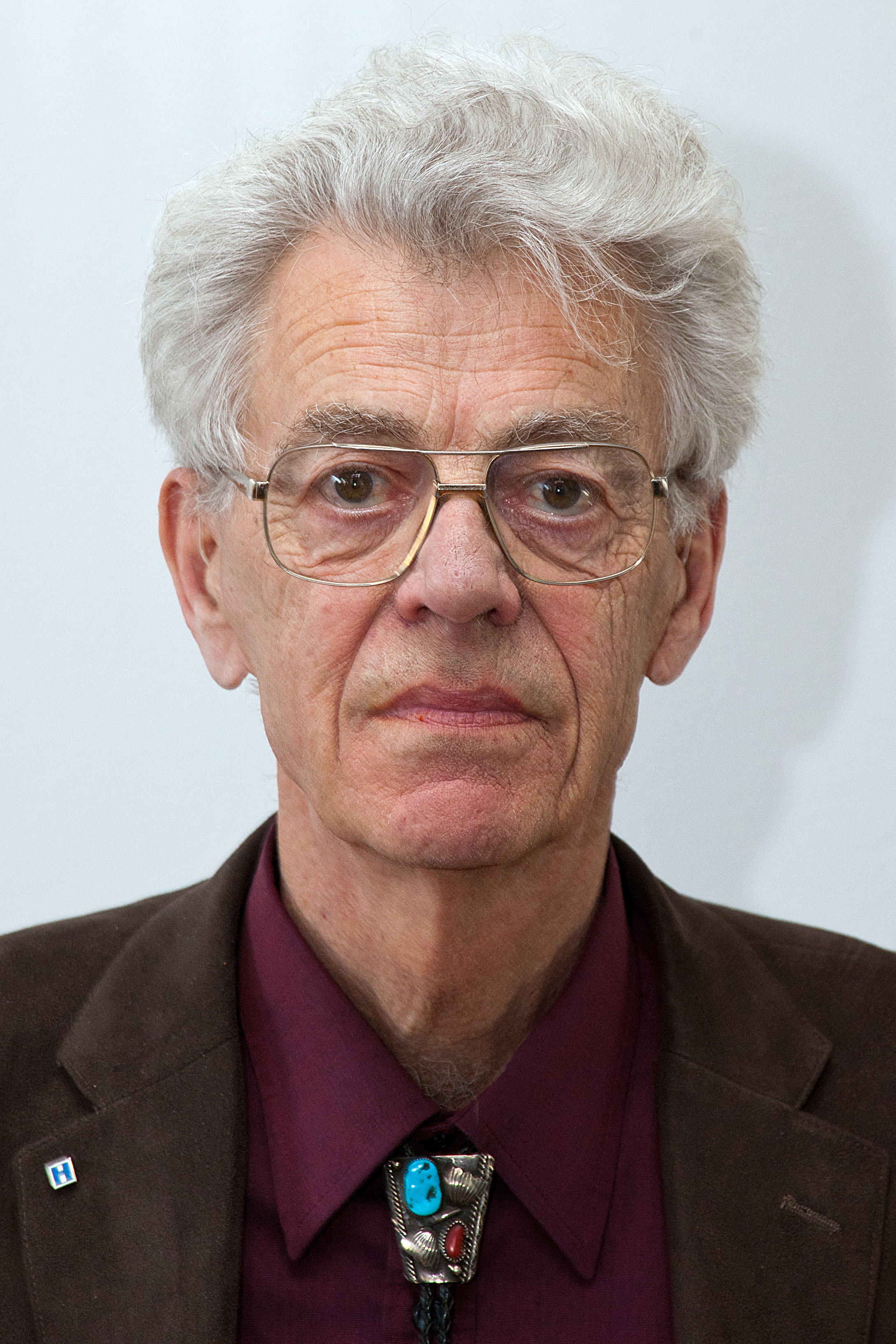
صورة لبال سبيلينغ مؤسس نوريد

مُنح السجل.no في عام 1983 لبال سبيلينغ في معهد البحوث لإدارة الاتصالات النرويجية. أراد صُناع القرار أن يُسَيّر النطاق من طرف منظمة غير تجارية، وعلى هذا الأساس أوكلت المسؤولية إلى أوني نت، وهي مورد لتكنولوجيا المعلومات والاتصالات إلى الجامعات والكليات ومؤسسات البحث النرويجية العامة، وكان ذلك في 17 مارس 1987.
في ذلك الوقت، كانت أوني نت تُسيّر كفرع من فروع شركة سين تف، ولكنها صارت بعدها شركة محدودة تابعة لوزارة التعليم والبحوث النروبجية في 1993. في 1996، صارت نوريد فرعًا من فروع أوني نت وتحملت مسؤولية إدارة نطاق no.
في 21 أغسطس 1997، تحملت نوريد مسؤولية إدارة نطاق bv. و.sj . في عام 1998،أُنشئت أوني نت فاس (بالإنجليزية: Uninett FAS)‏ شركةً تابعةً لإدارة الشبكة التقنية والبنية التحتية للخدمة للخدمة التي وضعتها أوني نت، بما في ذلك تشغيل أنظمة الشبكات للجامعات والكليات. في نفس الوقت، نُقلت نوريد إلى يونيتت فاس.
في عام 1998، أُنشئت منظمتين: هيئة حل النطاق (بالإنجليزية: Domain Resolution Body)‏، لفك النزاعات على النطاق، و نوربول (بالإنجليزية: Norpol)‏، مجلسًا إستشاريًا سياسيًا. أُدخل مسجلي أسماء النطاقات في عام 1999 للتعامل مع الجوانب التي يمكن أن يوفرها طرف ثالث. أصبحت يونتيت نوريد شركةً تابعةً منفصلةً لأوني نت في عام 2003، لتأمين إدارة النطاقات داخل منظمة مستقلة.

## المنظمة
أوني نت نوريد آس شركة محدودة مملوكة بالكامل لشركة يونيتت، وهي شركة تابعة لوزارة التعليم والبحوث النروجية. المكاتب تتشارك نفس المكان مع يونيتت في تروندهايم. نوريد تدير ثلاث نطاقات دول ccTLDs و هي: .sj، .no و .bv. الأول هو النطاق الرئيسي للنرويج و الأخيرين غير مفتوحين للتسجيل. الحق القانوني لإدارة المجالات ذو شقين، مبنيان على اتفاقية مع هيئة أرقام الإنترنت المخصصة واللوائح عبر قانون الاتصالات الذي تشرف عليه هيئة البريد والاتصالات النرويجية. في عام 2009، بلغت إيرادات الشركة 23.1 مليون كرونة نروجية. نوريد هي عضو في مجلس السجلات الأوروبي الوطني للنطاقات العليا.

## السياسة العامة
تنظم سياسة استعمال النطاقات من خلال اللائحة المتعلقة بأسماء النطاقات تحت نطاقات المستوى الأعلى لرموز البلدان النرويجية، والمعروفة أيضًا باسم تنظيم المجال. ينطبق هذا التنظيم أيضا على نطاق sj. وbv.، وستكون فعالة في حال استخدامها لاحقا.
يسمح فقط للمنظمات المتواجدة في النرويج والمسجلة بمركز برونايسوند للسجلات بالتسجيل في نطاق no. بحيث يمكن للمنظمة الواحدة تسجيل مباشرة ما يصل إلى 100 مجال تحت نطاق no.، ولكن يمكنها أن تسجل أكثر في النطاقات الجغرافية أو نطاقات المستوى الثاني للفئة. يجب أن تتكون أسماء المجال من 2 إلى 63 حرفًا. الأحرف المسموح بها هي الأحرف الإنجليزية الصغيرة من a إلى z، والأرقام (من 0 إلى 9)، والحروف النرويجية الثلاثة æ و ø و å، و 20 حرفًا ساميا خاصًا. تدير نوريد أيضا سلسلة من نطاقات المستوى الثاني للمواقع الجغرافية والنطاقات الخاصة. هناك أيضا سلسلة من أسماء النطاقات التي لا يمكن التسجيل فيها.
النطاقان sj. وbv. محفوظان حاليا لاستعمال مستقبلي محتمل.لم يكن بيع نطاقي ccTLD غير المستخدمين عنصرًا يجب مراعاته لواضعي السياسات، حيث إن تسويق موارد النطاق يتعارض بشكل مباشر مع السياسة النرويجية.

## النطاقات المدارة من طرفها
تدير نوريد ثلاثة نطاقات no.، sj. وbv. النطاق الأول متاح للتسجيل بينما الثاني والثالث محفوظان حاليا لاستعمال مستقبلي محتمل.

### no.
النطاق العلوي الرئيسي لترميز الدولة النرويجية المدار من طرف نوريد التابعة لشركة أوني نت وتحت إشراف هيئة الاتصالات النرويجية. في 10 مايو 2013 سجل النطاق 583962 استعمال له. ابتداء من 17 يونيو 2014، يمكن للأشخاص الذين يسكنون بالنرويج استعمال نطاق فرعي priv.no. تتوفر أيضا نطاقات فرعية أخرى مثل uenorge.no المخصص للشباب والمتعلمين، mil.no للجبش النروبجي museum.no للمعارض، dép.no للحكومة النرويجية، fhs.no للثانويات الفلكورية وغيرها.

### sj.
هو نطاق علوي لترميز الدولة النرويجية مخصص سفالبارد ويان ماين، أرخبيل متجمد تحت السيادة النرويجية الكاملة، مدار من طرف نوريد ولكنه غير مفتوح للتسجيل ومحفوظ لاستعمال مستقبلي ولا يمكن بيعه نظرا لسياسة الدولة النرويج التي تمنع بيع النطاقات. إذا فتح النطاق يوما ما سخضع لإشراف هيئة الاتصالات النرويجية وستبع نفس سياسة نطاق no..

### bv.
هو نطاق علوي لترميز الدولة النرويجية مخصص لجزيرة بافن الغير المأهولة بالسكان مدار من طرف نوريد ولكنه غير مفتوح للتسجيل ومحفوظ لاستعمال مستقبلي ولا يمكن بيعه لسياسة النرويج التي تمنع بيع النطاقات بعد أن دمج مع نطاق no.. إذا فتح النطاق يوما ما يسخضع لإشراف هيئة الاتصالات النرويجية وستبع نفس سياسة نطاق no..

## التغييرات الأخيرة
في 30 نوفمبر 2011، افتتح Norid للشركات لتسجيل 100 اسم نطاق لكل مؤسسة.
اعتبارًا من 6 يونيو 2011، يمكن للأفراد التقدم بطلب للحصول على اسم النطاق الخاص بهم في نوريد. كان Priv.no موجودًا من قبل أيضًا كعرض لتسجيل أسماء النطاقات الخاصة، ولكن بعد ذلك تحت رعاية المتعاملين التجاريين الخواص. اختار نوريد مواصلة priv.no بعد جلسة استماع علنية.
في يونيو 2007، افتتح نوريد تسجيل أسماء النطاقات التي تتكون من أرقام فقط، مثل 123.no.
في فبراير 2004، افتتح نوريد استخدام جميع الحروف المدرجة في اللغات النرويجية الرسمية المكتوبة في النرويج. هذا يعني 23 حرفًا جديدًا، بما في ذلك æ و ø و å.

## الإحصائيات
- منذ 17 مارس 1987،صار no. النطاق الوطني الأعلى للنرويج.
- في عام 1989، كانت قاعدة البيانات تتكون من 19 اسم نطاق.
- في عام 1995، ارتفع العدد إلى أكثر من 1000 اسم نطاق
- في عام 2000 تجاوز 50.000 اسم نطاق نرويجي مسجل.
- في عام 2016، تجاوز 700000 اسم نطاق.[25]

### بيبليوغرافيا
- ".no eller aldri..." (PDF) (بالنرويجية). هيئة الاتصالات النرويجية. 21 مارس 2002. Archived from the original (PDF) on 5 ماري 2012. Retrieved 5 شتنبر 2010. {{استشهاد ويب}}: تحقق من التاريخ في: |تاريخ أرشيف= (help)